# 고정 환율제
고정 환율제(固定換率制, 영어: fixed exchange rate system) 또는 페그 환율제( - 換率制, 영어: pegged exchange rate system)는 각국 화폐 사이의 환율을 일정수준에 고정시키는 제도를 의미하며, 대표적인 것으로 1870년대에 확립된 금본위제도와 제2차 세계대전 후에 국제통화기금(IMF)에 의해 운영된 브레턴우즈(Bretton Woods) 제도를 들 수 있다.
고정 환율제의 장점은 불의의 환율변동으로 인한 손해를 입을 염려가 없다는 점으로서, 환율에 관한 불확실성이 없으므로 국제거래를 촉진하고 국제시장을 확대하는 데 도움이 된다.
실제로 골드 스탠더드(금 본위제)에서는 환율의 변동이 금의 자유로운 유·출입에 의해 금수출과 금수입 사이의 좁은 범위에서 이루어졌다.
그러나 1930년대에는 세계적 불황이 지속되는 가운데 환율이 자유로이 변동함으로써 국제거래의 발전을 방해하고 국내경제의 안정을 교란하는 결과를 가져왔다.
이러한 경험을 바탕으로 전후에 형성된 브레튼우즈 체제에는 미국달러를 국제통화로 정하여 달러화의 가치는 일정한 금과의 교환비율에 고정되고, 다른 나라의 화폐는 달러화와 고정된 환율에 의해 연결됨으로써 간접적으로 금과의 평가가 설정되도록 하였다.
각국의 중앙은행은 국제수지의 '근본적 불균형'(fundamental disequilibrium)이 없는 한 그 환율을 유지하기 위해 적절한 조치를 취하도록 하는 협약이 이루어졌다.
그러나 고정 환율제는 국제수지의 불균형을 자동적으로 조정할 능력이 제약되어 있다는 단점을 갖고 있다. 환율의 조정을 통한 국제수지의 조정이 제약되어 있으므로 국제수지적자가 발생하는 경우에는 긴축정책을 사용하거나 수입을 줄이기 위한 각종 통제를 실시하여야 한다.
고정 환율제 아래서 국제수지적자가 나타날 때 긴축정책을 사용함으로써 불황과 실업을 야기시키는 현상은 흔한 사례이다.
이러한 국제수지의 균형을 위해 상당히 큰 대가를 국내적으로 치러야 하는 것이다.
한편 수입통제(import control)의 경우, 외국의 보복도 고려해야 하겠지만 장기적으로는 자원배분을 왜곡하여 경제의 효율적인 발전을 저해할 수 있다.
브레튼우즈 체제는 미국의 달러를 기축통화(key currency)로 삼았기 때문에 달러의 가치가 안정적일 때에는 제도의 유지가 가능했다. 그러나 단기달러채무가 미국의 금준비를 초월한 1960년부터 달러불안이 발생하였다.
미국은 국제수지의 적자를 통화발행을 통하여 해결할 수 있는 입장이어서 국제수지의 조정에 느슨해지기 쉬웠다. 미국경제가 세계경제에서 차지하는 상대적 지위가 약화됨에 따라 1950년대 후반부터 미국의 국제수지는 악화되었다.
한 나라의 국제수지가 불균형상태를 지속하면 환율의 변경이 예상되어 환투기가 일어남으로써 국제통화의 불안정이 조성되기 쉽다. 결국 1971년 8월 미국은 경제불황, 인플레이션 및 국제수지적자의 지속을 해결하고자 닉슨 성명에 의해 달러화의 평가절하를 단행함으로써 브레튼우즈 제도는 사실상 붕괴되었다.
그 후, 각국의 변동환율제도 채택 및 외환관리가 국제거래에 미치는 영향을 조정하고자, 1971년 12월 스미소니언 체제(Smithsonian system)를 발족시켜 각국 통화의 평가를 재조정하고 환율의 변동폭을 확대할 것에 합의했다.
그러나 국제수지의 불균형에 비해 평가조정이 부족하였기 때무에 1972년 영국 파운드(pound)화의 대량매각사태가 발생하여 영국이 변동환율제로 이행하고, 1973년 미국의 달러화평가절하 이후 주요선진국이 잇달아 변동환율제로 이행함에 따라 스미소니언 체제는 붕괴하였다.

## 현재
- 유로를 쓰지않으면서 유로와 고정 환율을 시행하는 유럽 연합국가가 많다. 유로로 대체된 화폐와 고정 환율을 적용하는 비유럽국가들 (CFA 프랑)은 현재 유로와 고정 환율을 쓴다.

## 고정 환율제의 유형

### 준비통화 기준
준비통화 시스템에서는 다른 나라의 통화가 금본위 제도 하의 금의 역할을 대신한다. 국가는 자국 통화의 가치를 타국 통화의 가치에 고정시킨다. 이런 역할을 하는 통화는 주로 국제적으로 많이 사용되거나, 해당국가의 무역 파트너가 주로 사용하는 통화를 사용한다.
준비통화 기준을 사용하거나 했던 국가는 다음과 같다.
- 홍콩(1983 ~ )
- 아르헨티나(1991 ~ 2001)
- 에스토니아(1992 ~ 2010)
- 리투아니아(1994 ~ 2014)
- 보스니아-헤르체고비나(1997 ~ )

## 같이 보기
- 변동 환율제